# Vogal semiaberta
| Editar                                                                                | Anterior                                                                                    | Quase anterior                                                                              | Central                                                                                     | Quase posterior                                                                             | Posterior                                                                                   |
| Fechada                                                                               | \| i • y ɨ • ʉ ɯ • u ɪ • ʏ ɯ̽ • ʊ e • ø ɘ • ɵ ɤ • o ə ɛ • œ ɜ • ɞ ʌ • ɔ æ ɐ a • ɶ ä ɑ • ɒ \| | \| i • y ɨ • ʉ ɯ • u ɪ • ʏ ɯ̽ • ʊ e • ø ɘ • ɵ ɤ • o ə ɛ • œ ɜ • ɞ ʌ • ɔ æ ɐ a • ɶ ä ɑ • ɒ \| | \| i • y ɨ • ʉ ɯ • u ɪ • ʏ ɯ̽ • ʊ e • ø ɘ • ɵ ɤ • o ə ɛ • œ ɜ • ɞ ʌ • ɔ æ ɐ a • ɶ ä ɑ • ɒ \| | \| i • y ɨ • ʉ ɯ • u ɪ • ʏ ɯ̽ • ʊ e • ø ɘ • ɵ ɤ • o ə ɛ • œ ɜ • ɞ ʌ • ɔ æ ɐ a • ɶ ä ɑ • ɒ \| | \| i • y ɨ • ʉ ɯ • u ɪ • ʏ ɯ̽ • ʊ e • ø ɘ • ɵ ɤ • o ə ɛ • œ ɜ • ɞ ʌ • ɔ æ ɐ a • ɶ ä ɑ • ɒ \| |
| Quase fechada                                                                         | \| i • y ɨ • ʉ ɯ • u ɪ • ʏ ɯ̽ • ʊ e • ø ɘ • ɵ ɤ • o ə ɛ • œ ɜ • ɞ ʌ • ɔ æ ɐ a • ɶ ä ɑ • ɒ \| | \| i • y ɨ • ʉ ɯ • u ɪ • ʏ ɯ̽ • ʊ e • ø ɘ • ɵ ɤ • o ə ɛ • œ ɜ • ɞ ʌ • ɔ æ ɐ a • ɶ ä ɑ • ɒ \| | \| i • y ɨ • ʉ ɯ • u ɪ • ʏ ɯ̽ • ʊ e • ø ɘ • ɵ ɤ • o ə ɛ • œ ɜ • ɞ ʌ • ɔ æ ɐ a • ɶ ä ɑ • ɒ \| | \| i • y ɨ • ʉ ɯ • u ɪ • ʏ ɯ̽ • ʊ e • ø ɘ • ɵ ɤ • o ə ɛ • œ ɜ • ɞ ʌ • ɔ æ ɐ a • ɶ ä ɑ • ɒ \| | \| i • y ɨ • ʉ ɯ • u ɪ • ʏ ɯ̽ • ʊ e • ø ɘ • ɵ ɤ • o ə ɛ • œ ɜ • ɞ ʌ • ɔ æ ɐ a • ɶ ä ɑ • ɒ \| |
| Semifechada                                                                           | \| i • y ɨ • ʉ ɯ • u ɪ • ʏ ɯ̽ • ʊ e • ø ɘ • ɵ ɤ • o ə ɛ • œ ɜ • ɞ ʌ • ɔ æ ɐ a • ɶ ä ɑ • ɒ \| | \| i • y ɨ • ʉ ɯ • u ɪ • ʏ ɯ̽ • ʊ e • ø ɘ • ɵ ɤ • o ə ɛ • œ ɜ • ɞ ʌ • ɔ æ ɐ a • ɶ ä ɑ • ɒ \| | \| i • y ɨ • ʉ ɯ • u ɪ • ʏ ɯ̽ • ʊ e • ø ɘ • ɵ ɤ • o ə ɛ • œ ɜ • ɞ ʌ • ɔ æ ɐ a • ɶ ä ɑ • ɒ \| | \| i • y ɨ • ʉ ɯ • u ɪ • ʏ ɯ̽ • ʊ e • ø ɘ • ɵ ɤ • o ə ɛ • œ ɜ • ɞ ʌ • ɔ æ ɐ a • ɶ ä ɑ • ɒ \| | \| i • y ɨ • ʉ ɯ • u ɪ • ʏ ɯ̽ • ʊ e • ø ɘ • ɵ ɤ • o ə ɛ • œ ɜ • ɞ ʌ • ɔ æ ɐ a • ɶ ä ɑ • ɒ \| |
| Média                                                                                 | \| i • y ɨ • ʉ ɯ • u ɪ • ʏ ɯ̽ • ʊ e • ø ɘ • ɵ ɤ • o ə ɛ • œ ɜ • ɞ ʌ • ɔ æ ɐ a • ɶ ä ɑ • ɒ \| | \| i • y ɨ • ʉ ɯ • u ɪ • ʏ ɯ̽ • ʊ e • ø ɘ • ɵ ɤ • o ə ɛ • œ ɜ • ɞ ʌ • ɔ æ ɐ a • ɶ ä ɑ • ɒ \| | \| i • y ɨ • ʉ ɯ • u ɪ • ʏ ɯ̽ • ʊ e • ø ɘ • ɵ ɤ • o ə ɛ • œ ɜ • ɞ ʌ • ɔ æ ɐ a • ɶ ä ɑ • ɒ \| | \| i • y ɨ • ʉ ɯ • u ɪ • ʏ ɯ̽ • ʊ e • ø ɘ • ɵ ɤ • o ə ɛ • œ ɜ • ɞ ʌ • ɔ æ ɐ a • ɶ ä ɑ • ɒ \| | \| i • y ɨ • ʉ ɯ • u ɪ • ʏ ɯ̽ • ʊ e • ø ɘ • ɵ ɤ • o ə ɛ • œ ɜ • ɞ ʌ • ɔ æ ɐ a • ɶ ä ɑ • ɒ \| |
| Semiaberta                                                                            | \| i • y ɨ • ʉ ɯ • u ɪ • ʏ ɯ̽ • ʊ e • ø ɘ • ɵ ɤ • o ə ɛ • œ ɜ • ɞ ʌ • ɔ æ ɐ a • ɶ ä ɑ • ɒ \| | \| i • y ɨ • ʉ ɯ • u ɪ • ʏ ɯ̽ • ʊ e • ø ɘ • ɵ ɤ • o ə ɛ • œ ɜ • ɞ ʌ • ɔ æ ɐ a • ɶ ä ɑ • ɒ \| | \| i • y ɨ • ʉ ɯ • u ɪ • ʏ ɯ̽ • ʊ e • ø ɘ • ɵ ɤ • o ə ɛ • œ ɜ • ɞ ʌ • ɔ æ ɐ a • ɶ ä ɑ • ɒ \| | \| i • y ɨ • ʉ ɯ • u ɪ • ʏ ɯ̽ • ʊ e • ø ɘ • ɵ ɤ • o ə ɛ • œ ɜ • ɞ ʌ • ɔ æ ɐ a • ɶ ä ɑ • ɒ \| | \| i • y ɨ • ʉ ɯ • u ɪ • ʏ ɯ̽ • ʊ e • ø ɘ • ɵ ɤ • o ə ɛ • œ ɜ • ɞ ʌ • ɔ æ ɐ a • ɶ ä ɑ • ɒ \| |
| Quase aberta                                                                          | \| i • y ɨ • ʉ ɯ • u ɪ • ʏ ɯ̽ • ʊ e • ø ɘ • ɵ ɤ • o ə ɛ • œ ɜ • ɞ ʌ • ɔ æ ɐ a • ɶ ä ɑ • ɒ \| | \| i • y ɨ • ʉ ɯ • u ɪ • ʏ ɯ̽ • ʊ e • ø ɘ • ɵ ɤ • o ə ɛ • œ ɜ • ɞ ʌ • ɔ æ ɐ a • ɶ ä ɑ • ɒ \| | \| i • y ɨ • ʉ ɯ • u ɪ • ʏ ɯ̽ • ʊ e • ø ɘ • ɵ ɤ • o ə ɛ • œ ɜ • ɞ ʌ • ɔ æ ɐ a • ɶ ä ɑ • ɒ \| | \| i • y ɨ • ʉ ɯ • u ɪ • ʏ ɯ̽ • ʊ e • ø ɘ • ɵ ɤ • o ə ɛ • œ ɜ • ɞ ʌ • ɔ æ ɐ a • ɶ ä ɑ • ɒ \| | \| i • y ɨ • ʉ ɯ • u ɪ • ʏ ɯ̽ • ʊ e • ø ɘ • ɵ ɤ • o ə ɛ • œ ɜ • ɞ ʌ • ɔ æ ɐ a • ɶ ä ɑ • ɒ \| |
| Aberta                                                                                | \| i • y ɨ • ʉ ɯ • u ɪ • ʏ ɯ̽ • ʊ e • ø ɘ • ɵ ɤ • o ə ɛ • œ ɜ • ɞ ʌ • ɔ æ ɐ a • ɶ ä ɑ • ɒ \| | \| i • y ɨ • ʉ ɯ • u ɪ • ʏ ɯ̽ • ʊ e • ø ɘ • ɵ ɤ • o ə ɛ • œ ɜ • ɞ ʌ • ɔ æ ɐ a • ɶ ä ɑ • ɒ \| | \| i • y ɨ • ʉ ɯ • u ɪ • ʏ ɯ̽ • ʊ e • ø ɘ • ɵ ɤ • o ə ɛ • œ ɜ • ɞ ʌ • ɔ æ ɐ a • ɶ ä ɑ • ɒ \| | \| i • y ɨ • ʉ ɯ • u ɪ • ʏ ɯ̽ • ʊ e • ø ɘ • ɵ ɤ • o ə ɛ • œ ɜ • ɞ ʌ • ɔ æ ɐ a • ɶ ä ɑ • ɒ \| | \| i • y ɨ • ʉ ɯ • u ɪ • ʏ ɯ̽ • ʊ e • ø ɘ • ɵ ɤ • o ə ɛ • œ ɜ • ɞ ʌ • ɔ æ ɐ a • ɶ ä ɑ • ɒ \| |
| i • y ɨ • ʉ ɯ • u ɪ • ʏ ɯ̽ • ʊ e • ø ɘ • ɵ ɤ • o ə ɛ • œ ɜ • ɞ ʌ • ɔ æ ɐ a • ɶ ä ɑ • ɒ |                                                                                             |                                                                                             |                                                                                             |                                                                                             |                                                                                             |

Uma vogal semiaberta é qualquer uma pertencente a uma classe homônima de vogais usadas em algumas línguas faladas. A característica que define uma vogal semiaberta é o posicionamento da língua a um terço do caminho de uma vogal aberta para uma vogal fechada.

## Lista de vogais
As vogais médias abertas que têm símbolos característicos no alfabeto fonético internacional são:
- vogal anterior semiaberta não arredondada [ɛ]
- vogal anterior semiaberta arredondada [œ]
- vogal central semiaberta não arredondada [ɜ] (publicações mais antigas podem usar ⟨ɛ̈⟩)
- vogal central semiaberta arredondada [ɞ] (publicações mais antigas podem usar ⟨ɔ̈⟩)
- vogal posterior semiaberta não arredondada [ʌ]
- vogal posterior semiaberta arredondada [ɔ]

Outras vogais semiabertas podem ser denotadas por meio de diacríticos de articulação relativa aplicados às letras das vogais vizinhas.